# Marquesado de Calatafimi

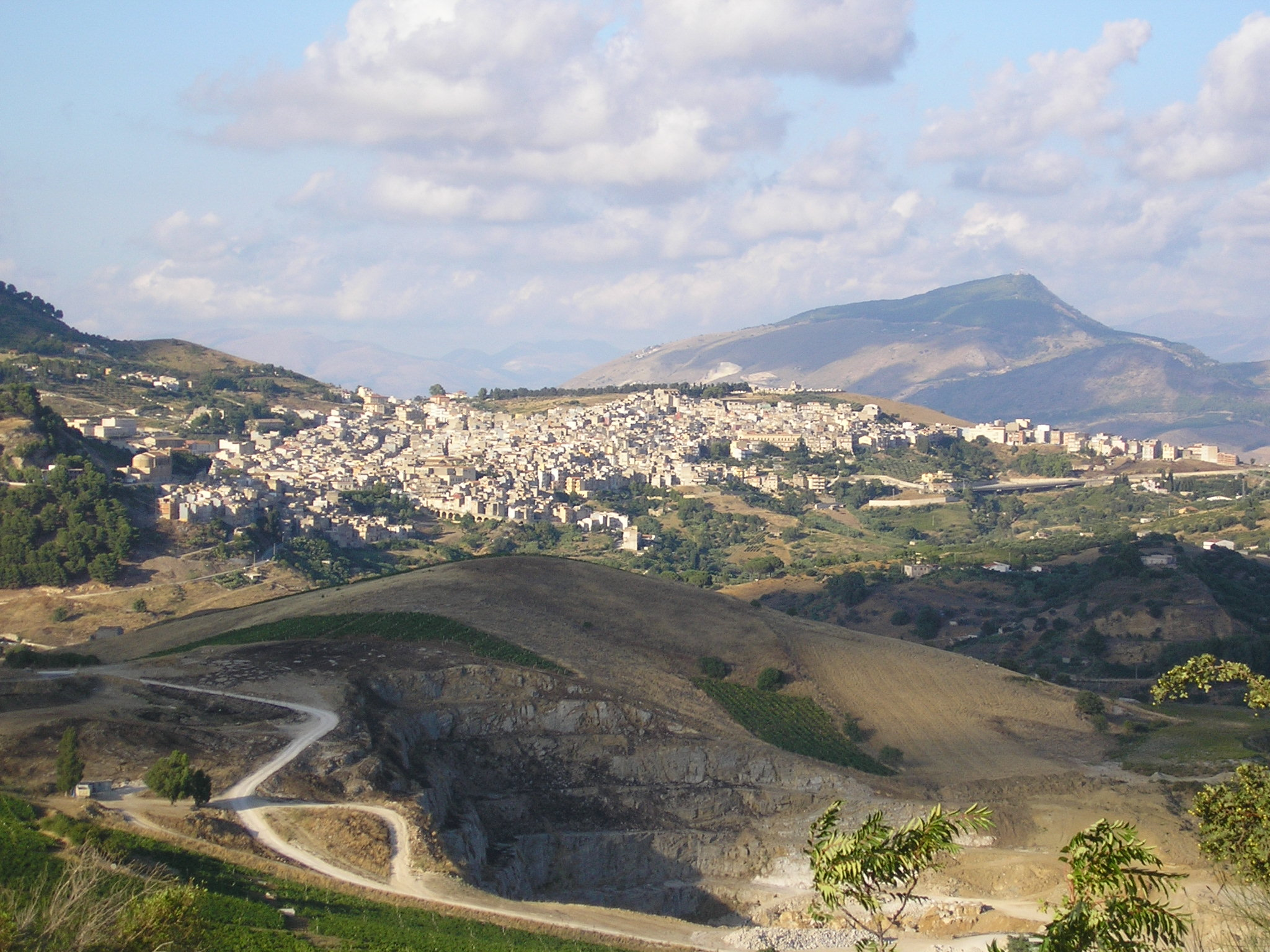
Vista de Calatafimi-Segesta.

El Marquesado de Calatafimi es un título nobiliario italiano cuyo nombre se refiere al municipio siciliano de Calatafimi-Segesta, en la provincia de Trapani. Actualmente se trata de un título extinto de la también extinta casa de Paternò, que no está legalmente reconocido ni en Italia ni en España.
- Datos: Q4434430